# Grace City
Grace City é uma cidade localizada no estado norte-americano de Dacota do Norte, no Condado de Foster.

## Demografia
Segundo o censo norte-americano de 2000, a sua população era de 71 habitantes.
Em 2006, foi estimada uma população de 69, um decréscimo de 2 (-2.8%).

## Geografia
De acordo com o United States Census Bureau tem uma área de
1,0 km², dos quais 1,0 km² cobertos por terra e 0,0 km² cobertos por água. Grace City localiza-se a aproximadamente 461 m acima do nível do mar.

## Localidades na vizinhança
O diagrama seguinte representa as localidades num raio de 32 km ao redor de Grace City.